# Dumbbells

Dumbbells est un film américain réalisé par Christopher Livingston en 2014. Le film est connu pour son doublage français unanimement jugé catastrophique, fait par des amateurs en Afrique du Sud. C'est pour cette raison que le film fut retiré de la plate-forme Netflix, afin de commander un redoublage complet du film. Cette version sort en VOD en octobre 2016.

## Synopsis
Un ancien joueur de basketball, devenu entraîneur, décide de créer une émission de télé-réalité pour sauver le club en faillite.

## Fiche technique
- Titre français et original : Dumbbels
- Réalisation : Christopher Livingston
- Pays d'origine :  États-Unis
- Langue : anglais
- Format : Couleur 35 mm
- Genre : comédie
- Durée : 100 min
- Date de sortie : 2014

## Distribution
- Brian Drolet (VF : Emmanuel Garijo) : Chris Long
- Hoyt Richards : Jack Guy
- Jaleel White : Le leader
- Mircea Monroe (VF : Céline Melloul) : Kim Hertz
- Taylor Cole : Rachel Corelli
- Frenchie Davis : Venus
- Carl Reiner : Donald Cummings
- Nancy Olson : Bianca Cummings
- Jay Mohr (VF : Jean Reffiel) : Harold
- Olivia Taylor Dudley : Heather
- Michael Ray Bower : Erwin
- Valery M. Ortiz : Missy
- Andy Milonakis : Rusty
- Tom Arnold : Daddy
- Jennifer Murphy (VF : Delphine Braillon) : Gizelle
- Renee Percy (VF : Lydia Cherton) : Ivana
- Jay Malone (VF : Jérémy Bardeau) : le banquier
- Fabio Lanzoni : lui-même

Source et légende : Version française (VF) sur Forum Doublage Francophone.
Note : Les comédiens cités sont ceux du carton de doublage de la version française commandée par Netflix.